# Mastigoteuthis flammea
Mastigoteuthis flammea és una espècie de calamar capaç de canviar de color. L'emplaçament d'aquesta espècie dins el gènere Mastigoteuthis és qüestionable.

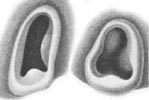
Vista ventral
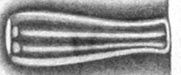
Vista dorsal